# Szybiska (góra)
Szybiska – wzgórze o wysokości 456 m n.p.m., położone przy granicy Miękini z Nową Górą, na terenie administracyjnym Miękini (działka nr 364). Na południe od wzgórza znajduje się szczyt Skałki. Północne zbocze nosi nazwę Sikorowskie.